# Тенинген
Тенинген (нем. Teningen) — община в Германии, районный центр, расположен в земле Баден-Вюртемберг. 
Подчиняется административному округу Фрайбург. Входит в состав района Эммендинген.  Население составляет 11 733 человека (на 31 декабря 2010 года). Занимает площадь 40,27 км².
Коммуна подразделяется на 4 сельских округа.